# Stefan Vladislav II
Étienne Ladislas II (en serbe serbe cyrillique Стефан Владислав II, né entre 1270 et 1280-1325) était un monarque serbe de la dynastie des Nemanjić. Dernier roi de Syrmie (1316-1325), il était prétendant au trône de Serbie : en tant que fils aîné du roi Étienne  Dragoutine, il devait succéder à son oncle Miloutine, mais celui-ci désigna finalement son propre fils Dechanski comme son successeur.

## Règne
Fils aîné du prince-héritier de Serbie, Étienne Dragoutine, et de Catherine de Hongrie, il devint à son tour prince-héritier de Serbie lorsque, peu après sa naissance (en 1276), Étienne détrôna son propre père avec l'appui des barons de Hongrie. Mais une chute de cheval força Dragoutine à abdiquer en faveur de son frère cadet, Miloutine, au printemps 1282, sans parvenir à préserver les terres septentrionales de Serbie pour sa propre descendance. Le chroniqueur byzantin Georges Pachymère, indique cependant que les droits de succession de l'autre fils de Dragoutine, (Ladislas ou Urošica) avaient été maintenus.

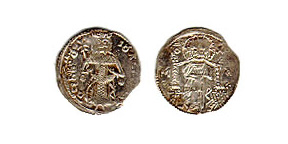
Effigie de Ladislas sur une monnaie.

Un cousin maternel de Ladislas, Charles Martel de Hongrie, qui avait élevé des prétentions sur le trône de Hongrie, lui octroya la Slavonie et lui accorda le titre de duc, ce qui laisse supposer qu'au début des années 1290, Ladislas et son père étaient partisans de Charles Martel contre André III de Hongrie. Le père de Charles Martel, Charles II de Naples, confirma ces donations le 19 août 1292. Dragoutine et Ladislas cherchèrent par la suite à se réconcilier avec le roi André III. En 1293, Ladislas épousa Constance Morosini, une nièce d'André III, et ce mariage marque le retournement d'alliance avec Charles Martel.
Dix ans plus tard (1306), son oncle Miloutine effectua diverses démarches pour faire de son fils aîné, Stefan Konstantin, son héritier : il offrit notamment au pape Clément V le retour de l'Église orthodoxe serbe au sein de l'Église romaine.
André III mourut en 1301 et le fils de Charles Martel, Charles Robert, prit sa succession.
À la mort du roi Dragoutine, en 1316, Ladislas lui succéda en tant que monarque de Syrmie, mais le roi de Serbie, son oncle Miloutine le défit au combat et le fit emprisonner. Il recouvra la liberté à la mort de Miloutine, en 1321, et avec l'appui des barons de Hongrie, des Bulgares, du banat de Bosnie et des princes de Šubić, retrouva sa couronne.
En 1323, Dechanski déclara la guerre à son cousin Ladislas qui possédait encore les terres de Dragoutine. Trois ans plus tard, en 1325, Dechanski l'emportait. Ladislas dut s'enfuir en Hongrie et ses partisans, à Dubrovnik, malgré une courte résistance, durent déposer les armes.